# Strymon albata
Pour les articles homonymes, voir Strymon (homonymie).
Espèce
Strymon albata est une espèce de lépidoptères (papillons) de la famille des Lycaenidae qui est répandue du Sud du Texas jusqu'au Guatemala.